# Petr Heinzel
Petr Heinzel (* 9. listopadu 1950) je český astronom, který se zabývá studiem Slunce. V letech 2004–2012 byl ředitelem Astronomického ústavu Akademie věd ČR. 2. dubna 2017 byl zvolen předsedou České astronomické společnosti.

## Vědecká činnost
Petr Heinzel vystudoval v roce 1974 Matematicko-fyzikální fakultu Univerzity Karlovy. V roce 1982 získal titul kandidáta věd a v roce 1992 doktora věd. V té době již pracoval v Astronomickém ústavu, kde se stal vedoucím slunečního oddělení. Do čela Astronomického ústavu nastoupil v červenci 2004 a tuto funkci obhájil i v roce 2007, kdy se ústav transformoval na veřejnou výzkumnou instituci.
Oblastí výzkumu Petra Heinzla je sluneční fyzika. Zabývá se především modely hvězdných atmosfér nebo erupcemi ve sluneční atmosféře.

### Pedagogická činnost
Petr Heinzel vyučuje hvězdné atmosféry na katedře astronomie Matematicko-fyzikální fakulty Univerzity Karlovy, kde se roku 2005 stal docentem.
V zahraničí přednáší přenos záření v hvězdných atmosférách na Komenského univerzitě v Bratislavě (Katedra astronómie, fyziky Zeme a meteorológie).
Vyučuje také na univerzitě ve Vratislavi (Wydział Fizyki i Astronomii Uniwersytetu Wrocławskiego).